# Prostomeus brunneus
Prostomeus brunneus är en fjärilsart som beskrevs av August Busck 1903. Prostomeus brunneus ingår i släktet Prostomeus och familjen stävmalar. Inga underarter finns listade i Catalogue of Life.